# 深邃森林
《深邃森林》（DEEP FOREST）是日本樂團大無限樂團的第3張錄音室專輯，2001年9月19日發行。《深邃森林》在Oricon公信榜中最高為第1位，銷售量達到2,040,500張。

## 收錄曲
1. 深邃森林
3個月連続播放第三弾。動畫『犬夜叉』主題曲。
2. 遠行 (Album Ver.)
3個月連続播放第一弾。動畫『吸血鬼獵人D』主題曲。
3. タダイマ
2006年3月15日，『Do The Best "Great Supporters Selection"』也収録該作品。
4. Get yourself
5. 翼の計画
「深い森」之A面與B面曲。伴都美子出演花王洗髮精製品「ラビナス」廣告歌曲。
6. 構造改革
介紹部分為逆再生，包含｢CARNAVAL（Desire）｣一部。
7. 恋妃
「こいおとめ」。
8. Week!
3個月連続播放第二弾。TBS系電視劇『嫁はミツボシ。』主題歌。
9. Hang out
『Week!』的回應歌曲。
10. 冒険者們
先行單曲。花王「ラビナス」廣告歌曲。
11. 遠雷
精選輯『Do The Best』及『Do The Best "Great Supporters Selection"収録該作品
12. 初回限定Bonus Track：シグナル(Album Remix)

Template:Do As Infinity